# Преторія (Росія)
Прето́рія (рос. Претория) — село у складі Переволоцького району Оренбурзької області, Росія.

## Населення
Населення — 1232 особи (2010; 1478 у 2002).
Національний склад (станом на 2002 рік):
- росіяни — 60 %